# Cissus aralioides
Cissus aralioides är en vinväxtart. Cissus aralioides ingår i släktet Cissus och familjen vinväxter.

## Underarter
Arten delas in i följande underarter:
- C. a. aralioides
- C. a. orientalis